# Dexter (Nova York)
Dexter és una població dels Estats Units a l'estat de Nova York. Segons el cens del 2000 tenia 1.120 habitants.

## Demografia
Segons el cens del 2000, Dexter tenia 1.120 habitants, 420 habitatges, i 299 famílies. La densitat de població era de 1.054,7 habitants/km².
Dels 420 habitatges en un 37,4% hi vivien nens de menys de 18 anys, en un 48,6% hi vivien parelles casades, en un 17,9% dones solteres, i en un 28,8% no eren unitats familiars. En el 24,8% dels habitatges hi vivien persones soles el 13,3% de les quals corresponia a persones de 65 anys o més que vivien soles. El nombre mitjà de persones vivint en cada habitatge era de 2,62 i el nombre mitjà de persones que vivien en cada família era de 3,1.
Per edats la població es repartia de la següent manera: un 28,8% tenia menys de 18 anys, un 8,5% entre 18 i 24, un 26,7% entre 25 i 44, un 20,5% de 45 a 60 i un 15,4% 65 anys o més.
L'edat mediana era de 36 anys. Per cada 100 dones de 18 o més anys hi havia 74,4 homes.
La renda mediana per habitatge era de 33.482 $ i la renda mediana per família de 40.000 $. Els homes tenien una renda mediana de 36.875 $ mentre que les dones 19.706 $. La renda per capita de la població era de 17.138 $. Entorn del 14,2% de les famílies i el 14,1% de la població estaven per davall del llindar de pobresa.